# Giardino botanico reale di Edimburgo
Il giardino botanico reale di Edimburgo (in inglese: Royal Botanic Garden Edinburgh, RBGE) è un importante centro di ricerca scientifica per lo studio delle piante e della loro biodiversità e allo stesso tempo è anche una popolare attrazione turistica.
Originariamente fondato nel 1670 in un unico sito come un vero e proprio giardino dei semplici per la coltivazione di specie officinali, oggi ha quattro diverse sedi in Scozia: Edimburgo, Dawyck, Logan e Benmore, ciascuno dei quali con la propria collezione specializzata, anche se il giardino botanico di Edimburgo rimane il principale.
La collezione del giardino botanico reale complessivamente ammonta a più di 15.000 specie di piante, mentre l'herbarium conserva 3 milioni di specimen.

## Citazioni letterarie
Nel romanzo storico "Il ballo delle tentazioni" della apprezzata scrittrice americana Caroline Linden, autrice di novelle romantiche calate nella Scozia del 700, viene citato il Giardino botanico reale di Edimburgo, sito nella parte settentrionale della città, come luogo di appuntamento segreto fra i due protagonisti della storia.